# Арзу-Мухаммед-бек
Арзу‌-Муха‌ммед-бек (кирг. Арзу Мухаммед Бек; XVII век) —  государственный и военный деятель Яркендского ханства. Аталык Кашгара, правитель Яркенда и общекыргызских войск в Кашгарии (1694—1696).
Самый известный кыргызский предводитель в Восточном Туркестане, по происхождению кыргыз из племени кыпчак. В «Хидаят-наме» Мир Халь ад-Дина назван «жемчужина россыпи лжи и обмана». Во второй половине XVII века предводители кыргызских племён активно участвовали в управлении городами и округами Восточного Туркестана. Так например, Арзу-Мухаммад-бек возвёл на престол Яркендского ханства Султан-Ахмеда, а сам стал хакимом Яркенда.

## Биография
В конце XVII века (1690-е годы) кыргызы захватили власть в Кашгаре. Из их среды выдвинулись Жаруб-бек, исполнявший должность карахана (полицейский надзиратель), Кара-Занги-бек, бывший правителем Кашгара и Арзу-Мухаммад-бек, служивший в качестве ишик-ага и карахана. «Все государственные дела были в их руках. Совершая кражи или по ночам нападая на жителей Яркенда, захватывали их в плен, они причинили большой ущерб». – сообщает Мухаммад Садык Кашгари в «Тазкира-и-Ходжаган».
В 1694—1696 годах, будучи всесильным аталыком, он по своему усмотрению возвёл на престол яркендского хана Султан-Ахмеда. В Кашгаре Арзу-Мухаммад-бек сговорился с кыргызами и недовольными беками и, схватив сына Акбаш-хана, перебил ставленников последнего. Акбаш-хан под давлением турфанских беков и хакима Яркенда двинулся с войском на Кашгар. Но кыргызы его опередили, выступив из Яркенда.
В сражении под Янгигисаром они разбили его войско, а самого хана пленили и казнили. После взятия Яркенда кыргызы провозгласили в нём ханом кашгарского Султан-Ахмада. Однако хаким Яркенда заручился поддержкой джунгаров и с их помощью сумел освободить Яркенд и восстановить статус-кво.
Под командованием Арзу-Мухаммад-бека были такие кыргызские племена как: тоолосы, кесеки, чонгбагыши, все кыпчаки, кушчу, найманы, а также всё население Кашгара и Янгигисара. Они 7 раз подступали к Яркенду, но город захватить не смогли.

### Книги
- Караев О. Чагатайский улус. Государство Хайду. Могулистан. Образование кыргызского народа / под ред. Л. Т. Сулайманова. — Бишкек: Мурас, 1995. — 161 с. — ISBN 5-655-00957-9.
- М. А. Салахетдинова. «Тазкира-и Ходжаган» Мухаммеда Садыка Кашгари как источник по истории кыргызов // Академия наук Киргизской ССР. — 1959. — Т. 1.
- Перевод О.Ф. Акимушкина. Хроника. — СПб., 2010. — С. 494.
- Ромодин В. А. Материалы по истории киргизов и Киргизии. Выпуск I. www.studmed.ru. Дата обращения: 7 июня 2024.

### Статьи
- Rustam A. Abdumanapov. Кипчаки в этногенезе кыргызов // Кипчаки в этногенезе кыргызов — Бишкек: "Из-Басма", 2015 — 200 с.. — 2015-01-01.